# Tuvok

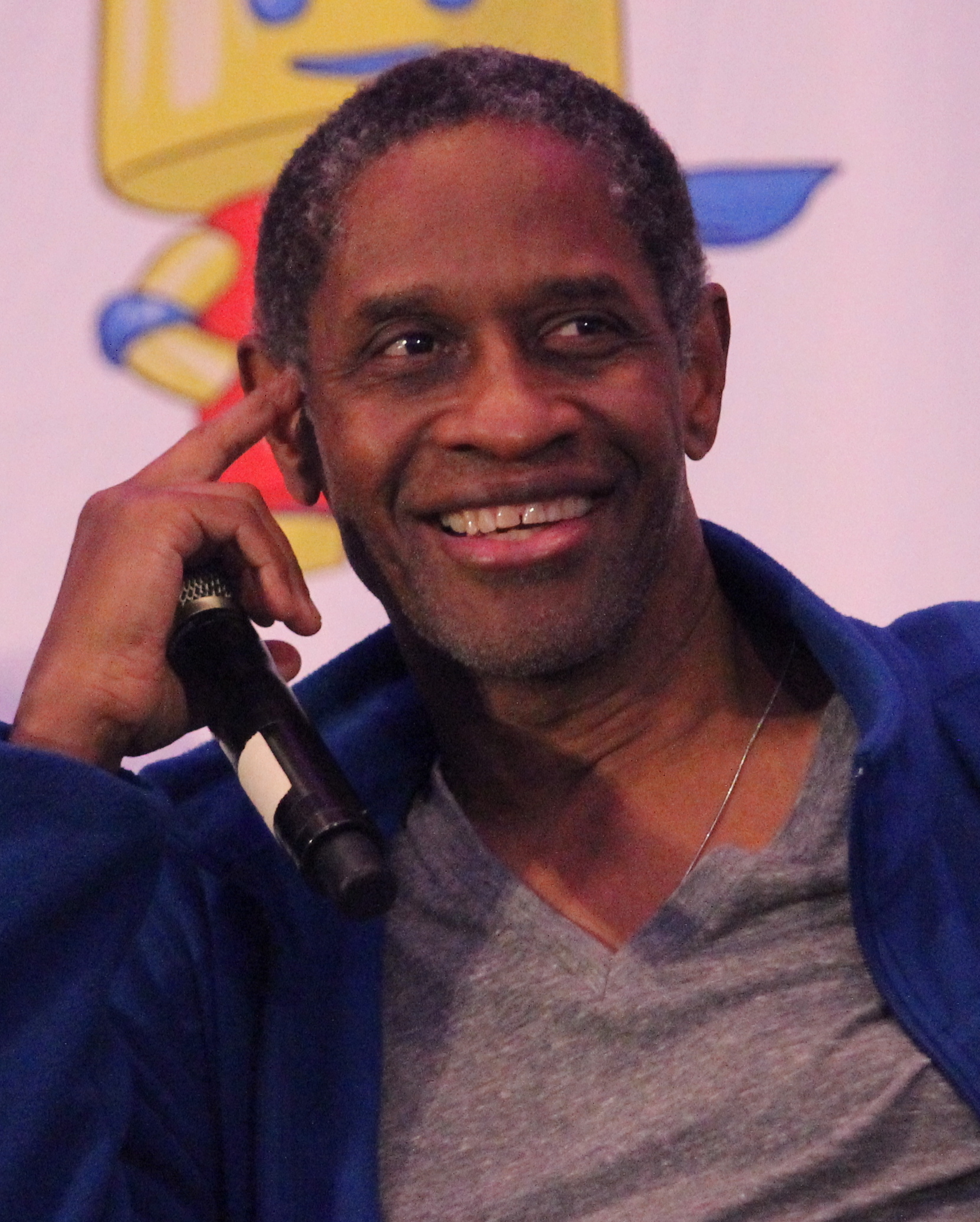
Tim Russ, odtwórca roli Tuvoka podczas Comic Con 2016

Komandor Porucznik Tuvok – postać fikcyjna, bohater serialu Star Trek: Voyager. Tuvok jest Wolkanem, objął stanowisko oficera uzbrojenia oraz oficera ochrony na okręcie Voyager. Gra go Tim Russ. W polskim dubbingu wystąpił Marcin Troński.